# Kalelarga
Kalelarga (tal. Calle larga) ili Široka ulica je ulica u središtu Zadra.

## Povijest
Još u antičkoj prošlosti glavna zadarska ulica, koja se u starim dokumentima naziva Via Magna, Strada Grande, Ruga Magistra – u značenju glavna ulica. Naziv Široka ulica (Calle Larga – Kalelarga) javlja se tek kasnije, a jedno se vrijeme njezin središnji dio nazivao i Ulicom svete Katarine po istoimenom samostanu. Ime joj je po postanku romansko te potječe još iz mletačkih vremena ili i ranije, a nije se mijenjalo ni nakon sloma Mletačke Republike, kao ni za prve austrijske, francuske i druge austrijske uprave. 
Nakon što je 1920. Rapallskim ugovorom Zadar dodijeljen Kraljevini Italiji, korišten je isključivo talijanski naziv Calle Larga i to sve do konca Drugoga svjetskog rata nakon kojeg dobiva ime Omladinska i Ive Lole Ribara. Romanski toponim je naposljetku fonetski pohrvaćen. No, iako i danas nosi službeni naziv Široka ulica, u svakodnevnoj uporabi i pod različitim upravama naziv joj je uvijek bio i ostao samo Kalelarga. 
Današnja ulica nastala je vjerojatno prije nego što je Zadar poprimio odlike grada. U doba Rimskog carstva Zadar je izgrađen po načelima rimskog urbanizma kada je uređena ulična mreža od nekoliko većih uzdužnih ulica i većeg broja poprečnih koje su grad dijelile u pravokutne insulae („otoke”) sa stambenim kućama. Već tada jedna je uzdužna ulica vodila od današnjih Kopnenih vrata do Foruma, a druga, od današnjeg Trga Petra Zoranića do crkve Gospe od zdravlja, današnja je Kalelarga.
Kalelargom započinje na Trgu Petra Zoranića uz ostatke Trajanovih vrata i nekadašnjeg kafića „Kolona” koji je dobio ime po koloni – rimskom stupu donesenom na današnje mjesto početkom 18. stoljeća s ruševina Jupiterova hrama. Na Zoranićev trg nadovezuje se Trg Šime Budinića s crkvom Sv. Šime i Kneževom palačom, uz koju se proteže Ulica Elizabete Kotromanić (Calle Cariera) – kojom se već u 15. stoljeću trčala alka na konjima. Njome se dolazi se na Narodni trg gdje se već u srednjem vijeku formira novo sjedište gradske uprave s današnjom Gradskom ložom (13. stoljeće – 1565.), Gradskom stražom (1562.) i novovjekom Gradskom vijećnicom (1934.). U srednjem vijeku nazivao se Veliki trg (Platea Magna), poslije Gospodski trg (Piazza dei Signori) i konačno Narodni trg. Upravo ovdje je 1730. godine Josip Carceninga, prvi proizvođač Maraschina, otvorio i prvu zadarsku kavanu. Godine 1860. kavanu Caffè del Casino otvorio je tvorničar Antonio Cosmacendi, koja će nakon modernizacije 1892. godine postati Kavana od zrcala (Caffè degli Specchi). Nedaleko od nje bio je i hotel Il Cappello nero (K crnom klobuku) te Caffè Europa. 
Na Narodnom trgu službeno započinje i današnja Kalelarga koja se u ovom dijelu nazivala i Ulica sv. Katarine zbog istoimenog samostana koji se tu nalazio u 15. stoljeću, a već u 16. stoljeću ulica je po prvi put i osvijetljena. Na temeljima ruševnog samostana sagrađena je 1891. godine kultna kavana Central (Caffè Centrale), a malo dalje od nje, na mjestu današnje Kazališne kuće, nalazilo se staro kazalište Teatro Nobile. U produžetku, od Trga sv. Stošije s katedralom Sv. Stošije pa do crkve Gospe od zdravlja, uz rub današnje Bijankinijeve ulice, 1865. je kao odraz sjaja, bogatstva i političke moći Zadrana sagrađeno i Novo kazalište (Teatro Verdi), stradalo u Drugom svjetskom ratu i nakon njega.
Uništena u savezničkim bombardiranjima Zadra 1943. i 1944. godine kada nestaje i 80 % gradske jezgre, Kalelarga se više nije mogla prepoznati. Velikim njezinim dijelom nije se moglo prolaziti od ruševina kuća sve do šezdesetih godina 20. stoljeća, kada je ponovno izgrađena i rekonstruirana.

## U popularnoj kulturi
Za Zadrane je Kalelarga kultni prostor i jedan od simbola grada.
Na Kalelargi i Narodnom trgu dočekuju se športaši i slave njihove pobjede i trofeji. Tu je priređen i doček zadarske grupe Riva poslije njihove pobjede na Euroviziji 1989. godine.
Kalelargu je opjevao Tomislav Ivčić istoimenim šlagerom.

## Vanjske poveznice
|  | Zajednički poslužitelj ima još gradiva o temi Kalelarga |